# Walter Schultze (Unternehmer)
Walter Schultze (* 24. März 1907 in Finsterwalde; † 14. Oktober 1976 in Heidelberg) war ein deutscher Fabrikant und Unternehmer.

## Leben
Aufgewachsen in Berlin ging Walter Schultze nach dem Zweiten Weltkrieg nach Heidelberg, wo er als einer der Erfinder der Induktionserwärmung und Inhaber der EMA Elektromaschinen in Hirschhorn (Neckar) zwischen 1945 und 1970 internationale Bekanntheit erlangte.

## Auszeichnungen
- 1967: Verdienstkreuz 1. Klasse der Bundesrepublik Deutschland